# Stictoptera genuflexa
Stictoptera genuflexa är en fjärilsart som beskrevs av Emilio Berio 1973. Stictoptera genuflexa ingår i släktet Stictoptera och familjen nattflyn. Inga underarter finns listade i Catalogue of Life.